# 可児市コミュニティバス
可児市コミュニティバス（かにしコミュニティバス）は、岐阜県可児市が運行するコミュニティバス。乗合バスの定時路線「さつきバス」、乗合タクシー方式の予約路線「電話で予約バス」、土曜日・日曜日・祝日・振替休日に運行される「おでかけしよKar　Kバス」がある。
「さつきバス」は、可児市の花であるサツキに由来。
運行は「さつきバス」を東濃鉄道に、「電話で予約バス」を可児タクシーと新太田タクシーに、「Kバス」は可児タクシーにそれぞれ委託している。

## 沿革
- 2000年10月2日 - 「さつきバス」が運行開始。8路線（巡回東部線、巡回西部線、虹が丘・坂戸線、清水ケ丘線、大森・下切線、下恵土・川合線、広見東・中恵土線、久々利・桜ケ丘線）が運行。
- 2005年10月1日 - 兼山町との合併に伴い、兼山線を新設。10路線（川合・土田線、羽崎・久々利線、清水ケ丘・西可児線、西可児・姫治線、虹が丘・坂戸線、大森・桜ヶ丘線、広見東・中恵土線、兼山線、巡回東部線、巡回西部線）の運行となる。
- 2009年9月1日 - 川合・土田線で「電話で予約バス」を実験運行（当初は2009年11月30日までの予定だったが、2010年3月31日まで延長）。
- 2010年
  - 4月1日 - 川合・土田線が廃止。今渡・川合・土田地区デマンド運行「電話で予約バス」が本格運行へ移行。
  - 10月 - 羽崎・久々利線と清水ケ丘・西可児線と西可児・姫治線で「電話で予約バス」を実験運行。 また、兼山線がラスパ御嵩へ乗り入れを開始し「さつきバス」では初めて御嵩町内に停留所を設置。
- 2011年4月1日 - 羽崎・久々利線と清水ケ丘・西可児線と西可児・姫治線が廃止。羽崎・二野・久々利地区と春里・姫治地区でデマンド運行「電話で予約バス」が本格的に運行開始。
- 2012年
  - 4月2日 - 虹が丘・坂戸線が廃止。帷子地区と大森地区でデマンド運行「電話で予約バス」が運行開始。
  - 10月1日 - 大森・桜ヶ丘線を経路変更し桜ヶ丘線に改称。広見東・中恵土線で「電話で予約バス」を実験運行。
- 2013年
  - 4月1日 - 広見東・中恵土線が廃止。広見東・中恵土地区でデマンド運行「電話で予約バス」が本格的に運行開始。
  - 10月1日 - 大幅なダイヤ改正を実施。新たに中心循環線の運行を開始し、5路線体制となる。「電話で予約バス」の下恵土・広見地区、今渡・川合・土田地区で運行開始。
- 2017年7月2日 - 日曜祝日限定のコミュニティバスとして、「おでかけしよKar」の試験運行を開始。各地域からの移動手段のデマンド型乗合タクシー「Kタク」、観光文化施設を巡る移動手段の定時定路線型のバス「Kバス」を運行（12月24日まで）。Kバスは可児駅を起終点とし、日本ライン今渡駅、明智駅、花フェスタ記念公園、荒川豊蔵資料館などを循環運行（右回り、左回り）。
- 2018年4月1日 - おでかけしよKarの本格運行開始。
- 2020年1月 - Kバスの路線を2路線に再編し、土曜日の運行を開始。Kタクを電話で予約バスに統合し、電話で予約バスを毎日運行とする。

## 運賃・乗車券類
さつきバス
- 1乗車200円、小学生と65歳以上の高齢者は100円、未就学児以下は無料。
- 各種障害者手帳提示による割引があり、身体障害者手帳所持者のうち第1種身体障がい者とその介護者1人、第2種身体障がい者（この場合介護者は含まれない）、療育手帳所持者のうち第1種知的障がい者とその介護者1人、第2種知的障がい者（この場合介護者は含まれない、精神障害者保健福祉手帳所持者とその介護者1人は、それぞれ運賃が100円となる。
- 専用回数券が発売されている。
- manaca、TOICAなどの交通系ICカードは使えない。

電話で予約バス
- 1乗車300円（下恵土・広見地区、帷子地区は200円）。小学生などは半額。未就学児以下は無料（電話で予約バスは小学生以上の同伴者1人につき1名までで、それ以上は小児運賃が必要）。
- 一部路線で乗継割引あり。乗継停留所（市役所、ヨシヅヤ、村木の現在地から一番近い停留所）で別路線へ乗り継ぐ場合は、運転手に申し出れば1回のみ無料乗継券が発行され、乗り継ぎ先のバスが無料となる。
- 専用回数券が発売されている。

おでかけしよKar　Kバス
- 1乗車300円（1日乗車券500円）、小学生は半額、未就学児以下は無料。
- 各種障害者手帳提示による割引があり、身体障害者手帳所持者のうち第1種身体障がい者とその介護者1人、第2種身体障がい者（この場合介護者は含まれない）、療育手帳所持者のうち第1種知的障がい者とその介護者1人、第2種知的障がい者（この場合介護者は含まれない、精神障害者保健福祉手帳所持者とその介護者1人は、それぞれ運賃が半額となる。
- 交通系ICカードは使えない。
- 路線バス（東鉄バス帷子線・桜ケ丘線）、YAOバスから乗り継ぐ場合は200円の割引（1乗車の場合は100円）。

## 現行路線

### さつきバス
2024年現在、以下の路線が月曜から土曜に運行されている。
西部線
- 西可児駅 - 若葉台 - 春里地区センター - 可児とうのう病院 - ヨシヅヤ可児店 - 中央通り - 市役所 - 図書館 - 可児駅

東部線
- ぎふワールド・ローズガーデン - 羽生ヶ丘 - 図書館 - 可児駅 - 図書館 - 市役所 - ドン・キホーテUNY可児店 - 中央通り - ヨシヅヤ可児店 - 可児駅

桜ケ丘線
- 桜ケ丘1丁目 - 皐ケ丘4丁目 - 桜ケ丘地区センター - 皐ケ丘1丁目 - 桂ケ丘1丁目 - 緑ケ丘2丁目 - 伊川 - ヨシヅヤ可児店 - 市役所 - 図書館 - 可児駅

兼山線
- 可児駅 - 図書館 - 市役所 - ドン・キホーテUNY可児店 - 前波公民館 - ラスパ御嵩 - 兼山郵便局前 - 元役場前 - 六角堂 - 兼山橋 - 秋葉台 - 兼山郵便局前 - ラスパ御嵩 - 旧中恵土消防車庫 - ドン・キホーテUNY可児店 - 市役所 - 図書館 - 可児駅

中心循環線
- 可児駅 - 図書館 - 市役所 - ドン・キホーテUNY可児店 - 中央通り - ヨシヅヤ可児店 - 徳野 - 日本ライン今渡駅 - 文化創造センター - 可児駅

### 電話で予約バス
廃止路線の代替手段として運行される。
可児タクシーと新太田タクシーの車両により運行される「デマンド方式の乗合タクシー」で、車両側面に「電話で予約バス」と書かれている。
以下の地区で運行され、乗車予約が必要。
- 下恵土・広見地区
- 今渡・川合・土田地区
- 春里・姫治地区
- 羽崎・二野・久々利地区
- 大森地区
- 帷子地区
- 広見東・中恵土地区

### おでかけしよKar　Kバス
鉄道駅、観光・文化施設を巡回するバス。土・日曜日、祝日（振替休日も含む）に運行（年末年始（12月29日から1月3日）は運休）。ワゴン型車両で運行し、定員は9人。
木曽川鳩吹山線
- 可児駅 - 図書館 - 文化創造センター - 日本ライン今渡駅 - 木曽川渡し場遊歩道（西口） - 白鬚神社参道口 - 可児とうのう病院 - 鳩吹山登山口

光秀桃山陶線
- 明智駅 - 可児ッテ - 明智城跡口 - ぎふワールド・ローズガーデン - 可児郷土歴史館 - 荒川豊蔵資料館